# Raclitia indica
Raclitia indica (селангорська мулова змія) — вид змій родини гомалопсових (Homalopsidae). Ендемік Малайзії. Це єдиний представник монотипового роду Raclitia. Умовно отруйна змія (реальної небезпеки для людини не становить). 

## Поширення і екологія
Селангорські мулові змії мешкають на заході Малайського півострова, зокрема в штаті Селангор, за деякими свідченнями, також в Сінгапурі. Вони живуть в тропічних лісах, поблизу водойм.